# Calu-3細胞
Calu-3是經常應用於癌症研究和藥物開發的人類肺癌細胞系，最初於1975年由紀念斯隆-凱特琳癌症中心科研人員分離自一名25歲高加索男性肺癌患者的胸腔積液。

## 特徵

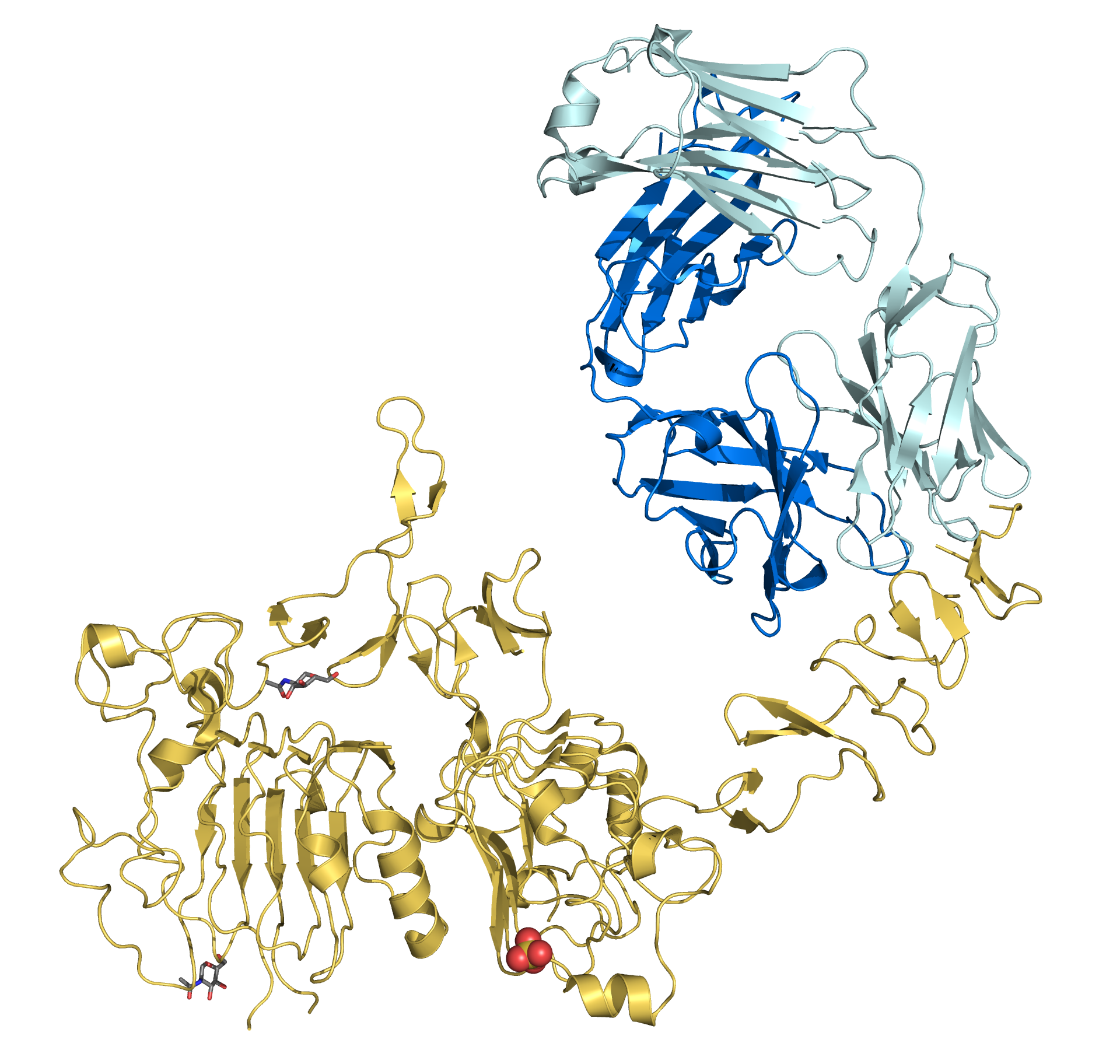
ERBB2基因在Calu-3細胞中過度表達，並在侵襲性癌症的擴散中發揮作用。

Calu-3細胞以粘附的單層形式生長及增殖，而且對CK-7、封閉蛋白和E-鈣粘蛋白呈陽性反應，同時具有大量的囊腫性纖維化跨膜調節器，並且因過度表達ERBB2基因而令ErbB2/Her2被激活。

## 科研用途
Calu-3細胞可以在臨床前研究中充當呼吸系統模型，並且因其對異物的反應能力強而成為吸氣及肺損傷模型。多份研究指出Calu-3細胞通常用作體外和體內抗肺癌藥物開發的模型、顯示攝入低分子量物質的能力而有助於肺部藥物的輸送的研究、研究肺上皮細胞分泌氯離子的過程。Calu-3細胞可以應用於重點在肺細胞屏障完整性和表面蛋白表達的高速化合物篩選。

## 外部連結
- Cellosaurus entry for Calu-3（页面存档备份，存于）